# Diogmites contortus
Diogmites contortus är en tvåvingeart som beskrevs av Stanley Willard Bromley 1936. Diogmites contortus ingår i släktet Diogmites och familjen rovflugor. Inga underarter finns listade i Catalogue of Life.